# Río el Gazal
El río el Gazal, también transcrito como Bahr al-Ghazal y Baḩr al Ghazāl, (en árabe: بحر الغزال‎) es un largo río de África, un afluente del Nilo Blanco que discurre por Sudán del Sur. El nombre quiere decir «río de las gacelas» y la región sursudanesa de Bar el Gazal, toma su nombre del río. A veces se denomina río Bar el Gazal, un caso claro de tautopónimo.
El Bar el Gazal es el principal afluente occidental del Nilo. Tiene una longitud de 716 km, y fluye a través de los humedales del Sudd, donde se une al Nilo Blanco.

## Hidrología
La cuenca hidrográfica del río, incluidos sus afluentes, comprende una superficie de 851.459 km² y llega por el oeste a la frontera de la República Centroafricana y por el noroeste a la región de Darfur. Solamente la cuenca del propio al-Ghazal, sin sus afluentes, es la mayor de las subcuencas del Nilo, drenando una gran superficie de 520.000 km²; sin embargo, el río contribuye con una cantidad relativamente pequeña de agua, solamente unos 2 m³/s, debido al enorme volumen de agua que se pierde en los humedales Sudd. Estacionalmente, la descarga del río varia desde nada hasta 48 m³/s.
Según algunas fuentes, el río está formado por la confluencia del río Jur (485 km) y el río al-Arab (Bahr al-Arab) (800 km). Sin embargo, otras fuentes más recientes dicen que el río se forma en los humedales Sudd, sin fuente definitiva, y que el río Jur desagua en el lago Ambadi, y que el Bahr al-Arab se une a continuación.
La mayor parte de sus afluentes por el sur nacen en la meseta de Ironstone, que forma la parte septentrional de la divisoria Congo-Nilo. Los principales afluentes que nacen en esta meseta son los ríos Boro, Pongo, Wau, Sue e Ibba.

## Historia
El río fue cartografiado en 1772 por el geógrafo francés Jean Baptiste Bourguignon d'Anville (1697-1782), aunque era vagamente conocido por los primeros geógrafos griegos.